# NGC 7515
NGC 7515 é uma galáxia espiral (Sc) localizada na direcção da constelação de Pegasus. Possui uma declinação de +12° 40' 47" e uma ascensão recta de 23 horas, 12 minutos e 48,6 segundos.
A galáxia NGC 7515 foi descoberta em 19 de Outubro de 1784 por William Herschel.